# Конструкторское бюро химавтоматики
АО «Конструкторское бюро химавтоматики» (АО КБХА) — российское предприятие ракетно-космической промышленности в Воронеже. Входит в госкорпорацию «Роскосмос».

## История

### Московский период (с 1940)
В июле 1940 года на Московском авиационном карбюраторном заводе № 33 (Москва) было создано конструкторское бюро (КБ-2), которое начало заниматься разработкой агрегатов непосредственного впрыска (НВ) топлива в цилиндры авиационных моторов. Его начальником был назначен заместитель главного конструктора завода С. Косберг.
13 октября 1941 года карбюраторный завод был эвакуирован в город Бердск, где были продолжены разработка агрегатов непосредственного впрыска. Директором предприятия был С. А. Косберг.

### Воронежский период (с 1946)
В 1946 году предприятие было переведено в Воронеж.
Впоследствии[когда?] оно было переименовано в КБХА («Конструкторское Бюро Химавтоматики»).
С 1954 года КБХА разрабатывает и производит жидкостные ракетные двигатели, из которых около 30 выпускало серийно, например, для ракет-носителей «Луна», «Восток», «Молния», «Восход», «Союз», «Протон» и др.
С 2016 года в КБХА одновременно разрабатывается рекордное за всю историю предприятия (включая советский период) количество ракетных двигателей. КБ Горохова осталось единственным, способным проектировать и создавать принципиально новые ЖРД в стране для целей как пилотируемой, так и непилотируемой космонавтики.
После слияния, в ноябре 2019 года, КБХА с Воронежским механическим заводом общая структура объединённого предприятия перешла в АО КБХА.

#### Создание ракетного двигателя РД-0105 (1959)

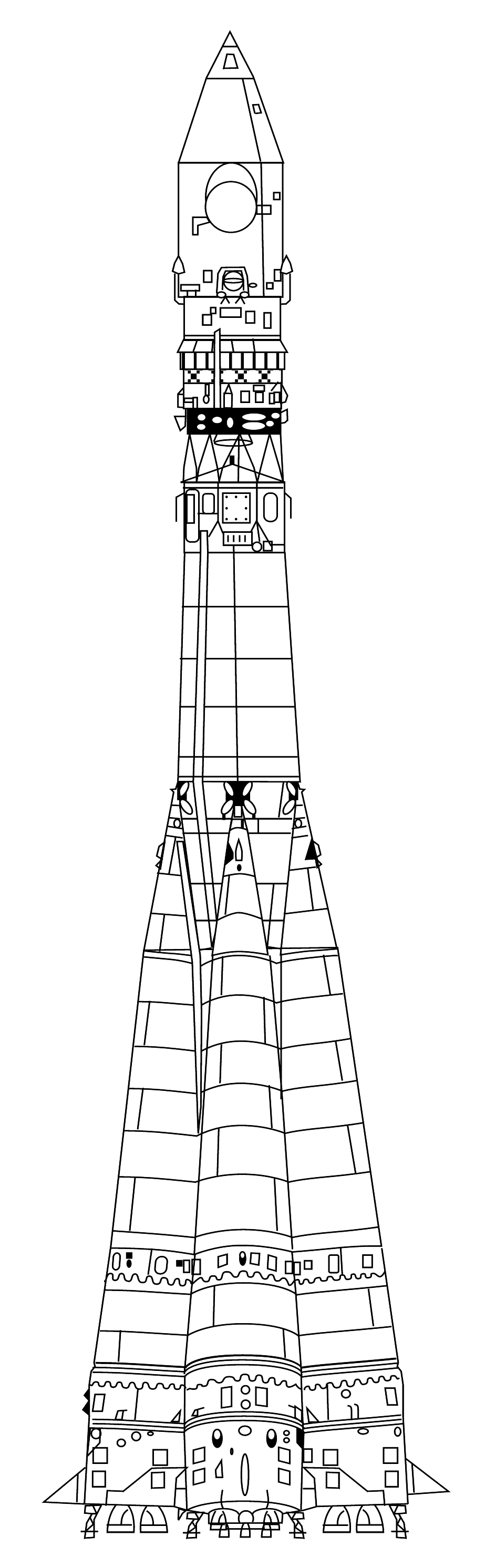
Ракета-носитель «Восток»

Для выведения трёх первых искусственных спутников Земли были использованы двухступенчатые ракеты-носители Р-7. Тем не менее, для достижения второй космической скорости необходимо было применить третью ступень. Двигатель (РД-0105) для неё разрабатывался в ОКБ-154 (КБХА), которое смогло выполнить поставленную задачу за 9 месяцев; двигатель получил внутрифирменное название РО-5.
2 января 1959 года двигатель РД-0105 в составе третьей ступени позволил автоматической межпланетной станции «Луна-1» впервые в истории космонавтики достичь второй космической скорости. При этом сам двигатель стал первым в мире двигателем, который запускался в космическом пространстве.
4 января 1959 станция «Луна-1» пролетела на расстоянии 5—6 тыс. км от лунной поверхности и стала первым искусственным спутником Солнца.
14 сентября 1959 двигатель РД-0105 использовался в составе третьей ступени для вывода в космическое пространство станции «Луна-2», которая впервые в мире достигла лунной поверхности и доставила на неё вымпел с изображением Государственного герба СССР.
4 октября 1959 года двигатель РД-0105 использовался в составе третьей ступени для вывода в космическое пространство станции «Луна-3», облетевшей естественный спутник Земли и сделавшей фотографии его обратной стороны.

#### 1960-е — 1980-е
В 1960-е — 1980-е годы сотрудниками КБХА впервые в СССР были созданы:
ядерный ракетный двигатель,
мощный газодинамический лазер (для воздушной военной системы А-60) и
кислородно-водородный ЖРД для ракетно-космического комплекса «Энергия-Буран».
В 1961 году предприятие было награждено орденом Ленина, а в 1976 году — орденом Октябрьской революции.

#### Период Российской Федерации (с 1991)
В сложные 1990-е годы воронежское «Конструкторское Бюро Химавтоматики» сохранило научно-технический потенциал. Несмотря на то, что в эти годы основными источниками финансирования были только зарубежные контракты, ряд конверсионных разработок, а также банковские кредиты, предприятие изыскивало возможность для научно-исследовательских работ по новым ракетным двигателям, заканчивающихся обязательным изготовлением и огневыми испытаниями экспериментальных образцов, анализом и устранением конструкторских, технологических и производственных дефектов по результатам испытаний.
К работам, которые позволили развиваться предприятию в 1990-е годы, относятся:
- разработка трёхкомпонентного ракетного двигателя РД-0750 тягой 200 тонн с применением компонентов топлива кислород, керосин и водород (экономическая целесообразность такого двигателя была доказана ведущими зарубежными и российскими НИИ, первый вариант РН «Ангара» предусматривал применение двигателя РД-0750)[9];
- создание кислородно-водородного двигателя РД-0126 с тарельчатым соплом, применённым специалистами КБХА на практике впервые в мире (этот двигатель успешно прошёл огневые испытания на стенде предприятия);
- перевод серийных двигателей межконтинентальных баллистических ракет, работающих на экологически «грязных» компонентах на экологически чистое топливо кислород-керосин, также с успешными испытаниями;
- разработка гиперзвукового воздушно-реактивного двигателя, успешно испытанного в 1998 году в полёте на скорости 6,5 Махов (впервые в мире сгорание водорода проходило в сверхзвуковом потоке);
- исследовательские работы и огневые испытания экспериментальных ЖРД[когда?], работающих на сжиженном природном газе и кислороде для перспективной многоразовой ракетно-космической системы;
- В начале 2003 года из-за задержки зарплаты сотрудниками предприятия была устроена забастовка[10]
- В 2005 году предприятие посещал руководитель Федерального космического агентства А. Н. Перминов[11]. По его мнению, качество менеджмента предприятия на тот момент было очень низкое.
- В августе 2008 года КБХА успешно провело испытания нового водородного парогенератора многоцелевого назначения[12].

По данным июня 2009 года предприятию было выделено из Федерального бюджета 290 млн рублей в обмен на дополнительные акции на сумму 2,9 млн рублей единственному акционеру КБХА «Росимущество».
В августе 2009 указом Президента Российской Федерации Д. А. Медведева акциями КБХА стал распоряжаться Государственный космический научно-производственный центр им. М. В. Хруничева.
На конец 2013 года: только два ракетных двигателя, разработанных в КБХА в постсоветский период, доведены до этапа лётных испытаний и эксплуатации в составе ракет-носителей: РД-0124 и РД-0110Р.
В ноябре 2017 года КБХА завершило разработку технического предложения и эскизного проекта на опытный образец кислородно-метанового ракетного двигателя тягой 85 тонн.
1.11.2019 г. в состав АО КБХА вошёл ВМЗ.

## Продукция
Двигатели:
ЖРД космических ракет-носителей
- РД-0105 — двигатель третьей ступени ракеты-носителя «Луна»
- РД-0109 — двигатель третьей ступени ракеты-носителя «Восток»
- РД-0107, РД-0108, РД-0110 — двигатели третьей ступени ракет-носителей «Молния», «Восход», «Союз»
- РД-0120 — двигатель второй ступени ракеты-носителя «Энергия»
- РД-0208, РД-0209 — двигатель ракеты-носителя «Протон»
- РД-0210, РД-0211, РД-0212, РД-0213, РД-0214 — двигатели ракет-носителей «Протон-К», «Протон-М».
- РД-0225 — двигатель космической станции «Алмаз».
- РД-0124 — двигатель второй ступени ракеты-носителя «Союз-2-1в».
- РД-0124А — двигатель третьей ступени ракеты-носителя «Ангара»

ЖРД для боевых ракет:
- РД-0106 — двигатель второй ступени МБР Р-9А
- РД-0200 — маршевый двигатель ЗУР РЗ-25/5В11 «Даль»
- РД-0203, РД-0204, РД-0205, РД-0206, РД-0207 — двигатели первой и второй ступеней МБР УР-200
- РД-0216, РД-0217 — двигатели первой ступени МБР РС-10 (УР-100)
- РД-0228, РД-0229, РД-0230, РД-0255, РД-0256, РД-0257. Двигатели вторых ступеней МБР РС-20А, РС-20Б, РС-20В (Р-36М)
- РД-0233, РД-0234, РД-0235, РД-0236, РД-0237 — двигатели первой, второй и третьей ступеней МБР РС-18
- РД-0242 — двигатель разгонной ступени КР «Гром» П-750 («Метеорит-М»; Индекс ГРАУ 3М25)
- РД-0243, РД-0244, РД-0245 — двигатели первой ступени БРПЛ РСМ-54

Перспективные разработки:
- РД-0410 — единственный разработанный в СССР действующий ядерный ракетный двигатель. Двигатель для перспективных космических аппаратов.
- ГДЛ РД-0600 — газодинамический лазер.
- РД-0146. Для верхних ступеней перспективных ракет-носителей («Ангара», «Протон-М», «Союз-2-3»)
- РД-0750 — двухрежимный трёхкомпонентный (кислород-керосин-водород) ЖРД на базе РД-0120 для перспективных ракет-носителей и многоразовых КА.
- ГПВРД 58Л — экспериментальный осесимметричный гиперзвуковой прямоточный воздушно-реактивный двигатель на водороде. (для летающей лаборатории «Холод»). Разработка совместно с ЦИАМ им. П. И. Баранова
- РД-0110МД, РД-0162 («Волга»), РД-0162М — ЖРД на метане для перспективных многоразовых ракет-носителей[источник не указан 2397 дней].

Исследовательские проекты:
- РД-0126Э — ЖРД с тарельчатым соплом, для перспективных ракет-носителей
- РД-0126 — ЖРД с соплом Лаваля, для перспективных ракет-носителей
- Кислородно-водородный ЖРД с регулируемой площадью критического сечения (за счёт выдвижения центрального тела)
- ЖРД для РН «Энергия» с изменяемым в процессе работы соотношением компонентов топлива.
- Модель лазерного ракетного двигателя (ЛРД). Разработана совместно с Исследовательским Центром им. М. В. Келдыша и НИИ оптико-электронного приборостроения. Тяга создаётся за счёт плазменной вспышки, инициированной лазером.

## Социальная и благотворительная деятельность
Сотрудники КБХА, включая руководство предприятия, активно разрабатывают программы для привлечения молодёжи в отрасль, участвуют в мероприятиях, способствующих воспитанию подрастающего поколения, помогающих заинтересовать техникой вообще и космонавтикой в частности, выбрать дальнейший жизненный путь, с этой целью оказывают помощь ряду учебных заведений.
В октябре 2021 года «Роскосмос» приостановил на месяц испытания ракетных двигателей в КБ химавтоматики для передачи неиспользованного кислорода медицинским учреждениям в размере 33 тонн ежедневно.

## Руководители
- Косберг, Семён Ариевич (1903—1965) — первый руководитель КБХА[5]
- Конопатов, Александр Дмитриевич (1922—2004) — главный конструктор с 1965 года[25]. В 1970 году Александру Дмитриевичу была присвоена Государственная премия СССР за участие в разработках технологий доставки лунного грунта на Землю.
- Рачук, Владимир Сергеевич (род. 1936) — гендиректор и генеральный конструктор КБХА[26][27]; в 2006 году стал почётным гражданином города Воронежа[28].
- Камышев, Алексей Васильевич — исполнительный директор с октября 2015 по август 2017 года.
- Белоусов, Игорь Иванович — исполнительный директор с октября 2017 года.
- Горохов, Виктор Дмитриевич (род. 1952) — главный конструктор с октября 2015 года[29]

После открытия уголовного дела на бывшего руководителя КБХА Рачука В. С., его должность журналисты поручили бывшему мэру Москвы Ю. Лужкову. Последний вынужден был давать на этот счёт комментарии, опровергающие указанное предположение.